# USS Tennessee (BB-43)
USS Tennessee (BB-43) byla druhá loď (dokončena byla jako první) třídy Tennessee amerického námořnictva. Pojmenována byla v souladu s doktrínou USA po jednom z amerických států, konkrétně po 16. státě Tennessee. Měla jedinou sesterskou loď USS California (BB-44).

## Stavba
Kýl byl položen v loděnicích New York Navy Yard v New Yorku 14. května 1917. Na vodu byla spuštěna 30. dubna 1919 a americké námořnictvo si ji převzalo 3. června 1920.

## Pohon a pancéřování
Pohon zabezpečovalo 8 kotlů Bureau Express, které poháněly 4 turbíny Curtiss a výsledný výkon byl 28 500 ks. Maximální rychlost lodi byla 21 uzlů.
Boční pancéřový pás, 343 mm. Systém pancéřování byl tzv. "všechno nebo nic", tzn. hlavní a životně důležité části chránil silný pancíř, zatímco méně důležité části byly chráněny slabě. Paluba byla chráněna dvěma pásmy pancíře a to první o síle 86 mm a druhý 38 mm.

## Výzbroj
Hlavní výzbroj se skládala z dvanácti děl ráže 365 mm (14"/50 cal) ve čtyřech trojhlavňových věžích (dvě vpředu, dvě vzadu). Pomocnou výzbroj tvořilo čtrnáct děl ráže 127 mm (5"/51 cal) uložených v kasematech po sedmi na každé straně.

## Služba

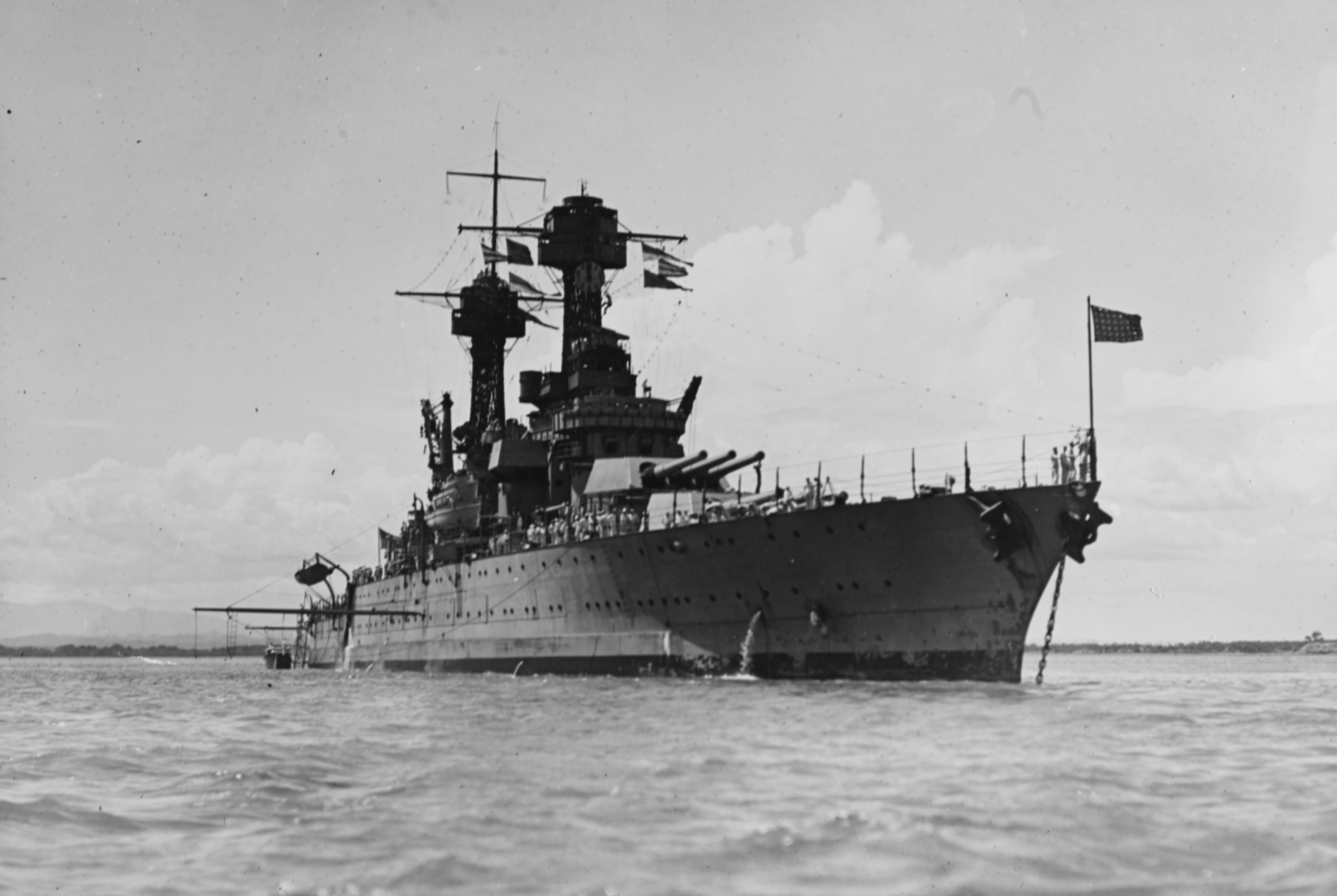
USS Tennessee v zálivu Guantánamo v roce 1921.

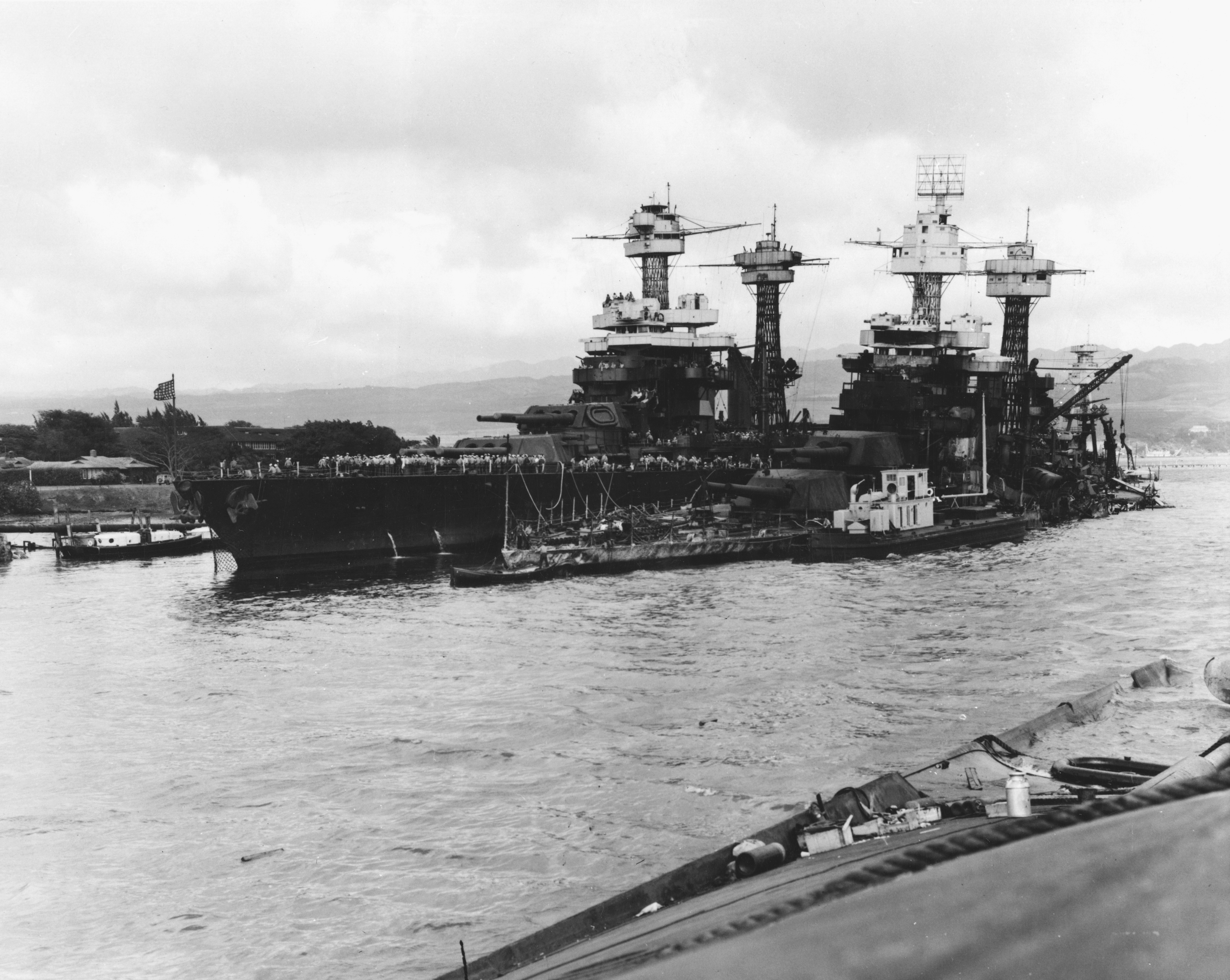
USS Tennessee po útoku na Pearl Harbor (vlevo), vedle ní loď USS West Virginia.

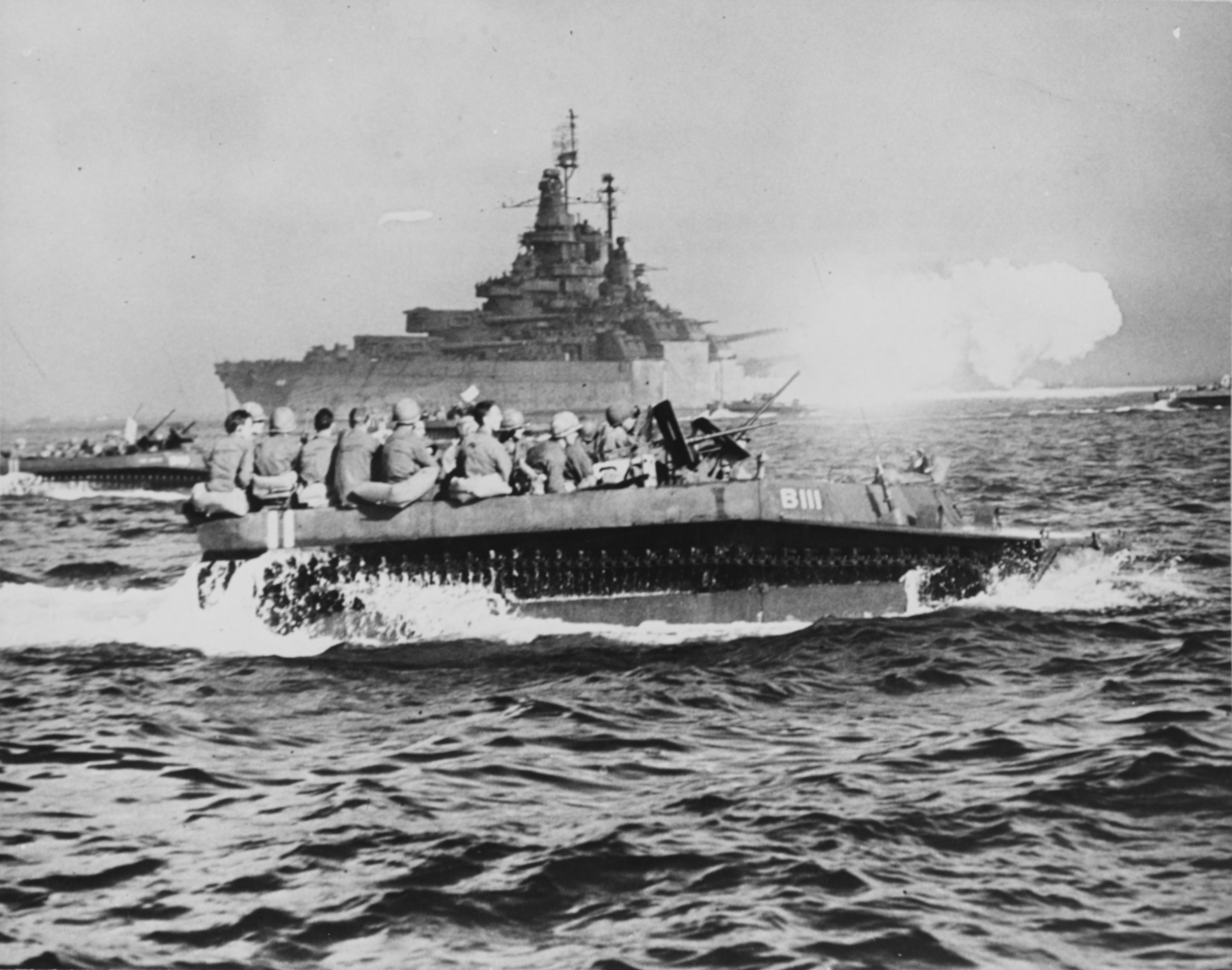
USS Tennessee podporuje vylodění na Okinawě.

Po převzetí námořnictvem sloužila rok v Atlantiku, pak byla převelena do Pacifiku, na západní pobřeží USA, kde zůstala 20 let. Počátkem 40. let 20. století byla kvůli ohrožení ze strany Japonska převelena na Havaj na Pearl Harbor.
7. prosince 1941 jednotka kotvila spolu s dalšími sedmi bojovými loděmi v Pearl Harboru, kde byla napadena japonským letectvem. Byla zasažena dvěma pumami a hořícím olejem z lodi USS Arizona. Koncem prosince, po provizorních opravách odplula na západní pobřeží na kompletní opravu (loděnice Puget Sound Navy Yard v státě Washingtonu).
Od února do srpna 1942 operovala u západního pobřeží USA, aby se znovu vrátila do loděnice Puget Sound Navy Yard na rekonstrukci.
Při modernizaci byly odstraněny kasematy a jejich výzbroj, které se již dříve ukázaly jako neúčinné pokud hladina moře nebyla klidná. Místo této výzbroje byly nainstalovány na každý bok čtyři věže po dvou protiletadlových kanónech ráže 127 mm, a přidány kulomety ráže 12,7 mm. Stožáry byly odstraněny a místo dvou komínů byl postaven jeden větší. Přestavěny byly i kotelny a strojovny, přidána byla nová až čtyřvrstvá obšívka proti torpédům. Přidán bylo i na pancéřování, když se šířka lodi zvětšila na 34,7 metrů. Přestavba skončila v květnu 1943.
Po válce se vrátila na východní pobřeží USA, a protože po přestavbě nebyla schopna proplout Panamským průplavem, musela proplout kolem celé Jižní Ameriky. Ukotvena byla ve Philadelphia Navy Yard ve Philadelphii v Pensylvánii. Od 7. srpna 1947 byla přeložena do rezervy, 1. března 1959 vyřazena a 10. července 1959 prodána do šrotu.